# Gravitation (angelaの曲)
「gravitation」（グラビテーション）は、音楽ユニット・angelaの11作目となるシングル。 2007年5月9日にスターチャイルドから発売。

## 概要
- 前作「Peace of mind」から約1年4か月ぶりのリリースである。

## 収録曲
1. gravitation
  - 作詞：atsuko 作曲：atsuko・KATSU 編曲：KATSU
  - テレビ東京系列放送のテレビアニメ『ヒロイック・エイジ』オープニングテーマ
2. 虚無の嵐
  - 作詞：atsuko 作曲：atsuko・KATSU 編曲：KATSU
3. Your breath
  - 作詞：atsuko 作曲：atsuko・KATSU 編曲：KATSU
4. gravitation（off vocal version）
5. 虚無の嵐（off vocal version）
6. Your breath（off vocal version）

## 収録アルバム
- 「gravitation」
  - ベスト・アルバム『TREASURE BOX』（2007年12月12日）